# 베니코

## 인물 소개
머리는 새하얗지만 얼굴은 주름살 하나 없는 얼굴이라 나이를 가늠할 수 없다.
항상 전통 기모노 차림이다.